# Pachycondyla glabripes
Pachycondyla glabripes är en myrart som först beskrevs av Carlo Emery 1893.  Pachycondyla glabripes ingår i släktet Pachycondyla och familjen myror. Inga underarter finns listade i Catalogue of Life.